# Carrera de Campeones de Nürburgring de 1984
La Carrera de Campeones de Nürburgring de 1984, también conocida como 1984 Nürburgring Eröffnungsrennen, fue una carrera de exhibición organizada por Mercedes-Benz y celebrada en Nürburgring GP-Strecke el 12 de mayo de 1984 para celebrar la inauguración del trazado. En la carrera participaron 20 de los mejores pilotos del mundo, incluidos nueve de los catorce campeones mundiales de Fórmula 1 que aún vivían en ese momento (y dos futuros campeones, Alain Prost y Ayrton Senna), la mayor cantidad de campeones de cualquier carrera automovilística importante en la historia. Todos los pilotos compitieron con un Mercedes-Benz 190 E 2.3-16 con pequeñas modificaciones de carrera.
La carrera de 12 vueltas fue ganada por Senna y es ampliamente considerada como el momento que marcó su ascenso al escenario mundial del automovilismo, habiendo vencido a algunos de los mejores pilotos del mundo en el mismo automóvil. Su victoria es comparable al triunfo de Rudolf Caracciola en la primera carrera automovilística en Nürburgring en 1927.

## Antecedentes

### Circuito
La Fórmula 1 no se corría en Nürburgring desde el Gran Premio de Alemania de 1976, carrera en la que Niki Lauda resultó gravemente herido tras protestar por la seguridad del Nordschleife y, en particular, por la lenta respuesta de los comisarios que un circuito tan largo hacía inevitable. En un esfuerzo por atraer a la «máxima categoría» de nuevo al autódromo (el Gran Premio de Alemania se había trasladado a Hockenheimring), se propuso un trazado nuevo, más corto, para cumplir con los requisitos de seguridad más estrictos que se habían desarrollado desde entonces. La GP-Strecke se puso en marcha el 30 de noviembre de 1981 y se construyó en el lugar de la antigua recta de salida y llegada y la Südschleife durante dos años. El circuito fue elegido para albergar el Gran Premio de Europa de 1984 en octubre; se ideó el concepto de la «Carrera de Campeones» para exhibir el lugar y despertar el interés por el regreso de la F1.

### Automóviles
Mercedes-Benz tenía previsto lanzar un nuevo 190 E 2.3-16, un cambio respecto de su gama más reservada, con un aspecto deportivo y aerodinámico y un motor rediseñado de 2,3 litros y 16 válvulas sobre el Mercedes 190 existente. El evento brindó una buena oportunidad para comercializar este nuevo modelo deportivo, por lo que se reservaron 20 ejemplares para ello. La mitad de los coches estaban pintados en Rauchsilber (plata ahumada) y la otra mitad en Blauschwarzmetallic (azul-negro metalizado). El ingeniero Gerhard Lepler garantizó la idoneidad de los vehículos para la competición con algunas modificaciones menores de seguridad y rendimiento:
- Engranaje acortado (transmisión final 4.08)
- Silenciadores eliminados
- Muelles y amortiguadores más rígidos; altura de conducción reducida 15 mm
- El desplazamiento de las ruedas se ha incrementado de ET 25 a ET 44 para lograr una vía 2 cm más ancha
- Pinzas de freno delanteras de cuatro pistones
- Neumáticos actualizados de Pirelli P6 205 55 VR 15 a P7
- El diámetro del volante se redujo de 400 mm a 380 mm
- Jaula antivuelco, extintor de incendios, disyuntor central y pasadores de capó de liberación rápida
- Asiento del conductor ajustable electrónicamente

### Participantes
Gerd Kremer, responsable de colocación de productos en deportes de motor en Mercedes-Benz, fue el encargado de invitar a excampeones mundiales de Fórmula 1 y ganadores de carreras en Nürburgring. Su causa contribuyó a la larga tradición de Mercedes de ofrecer coches de carretera con grandes descuentos a los pilotos de F1: muchos vieron la participación como una forma de retribuir a la marca su apoyo. Sólo cinco de los campeones del mundo vivos no compitieron. Juan Manuel Fangio, que entonces tenía 72 años, no corrió, pero estuvo presente en su calidad de embajador de Mercedes. Emerson Fittipaldi y Mario Andretti no pudieron correr debido al compromiso de ambos en las 500 Millas de Indianápolis. Jackie Stewart mantuvo su promesa de no volver a competir tras la muerte de su amigo y compañero de equipo François Cevert. El actual campeón, Nelson Piquet, declinó participar.
La grilla también contó con los ganadores de Grandes Premios contemporáneos Elio De Angelis, Jacques Laffite y Alain Prost, los piloto recientemente retirados de la categoría Carlos Reutemann y John Watson, los expilotos de Mercedes Hans Herrmann y Stirling Moss, y los ganadores de los 1000 km de Nürburgring Klaus Ludwig, Manfred Schurti y Udo Schütz.
Después de haber convencido con éxito a nueve campeones del mundo para que participaran, Kremer tuvo influencia para asegurar una invitación para un joven Ayrton Senna, a quien había conocido en una carrera de Fórmula 3 el año anterior y con quien había establecido lo que sería una larga y estrecha amistad. Senna era relativamente desconocido en ese momento, con solo cuatro participaciones en GGPP, el título de Fórmula 3 Británica del año anterior y una victoria Gran Premio de Macao.

## Informe del evento

### Carrera
Los eventos previos a la carrera incluyeron exhibiciones de monoplazas de Fórmula 1 modernos a cargo de Manfred Winkelhock (conduciendo Brabham BT52 ganador del campeonato de Nelson Piquet), Marc Surer y Johnny Cecotto. Winkelhock, que había sufrido un terrible accidente en el que su coche salió volando de la Flugplatz durante la ronda de Eifelrennen de Fórmula Dos Europea de 1980, habló positivamente de las mejoras de seguridad del circuito. Por el nuevo GP-Strecke desfilaron coches y motos que ya habían corrido en Nordschleife; en el desfile participaron los expilotos de Mercedes-Benz, Juan Manuel Fangio y Karl Kling. Antes de que comenzara la carrera, hubo un segmento de televisión en el que la mayoría de los pilotos se presentaron a la cámara, elogiaron el nuevo circuito y hablaron de su propio éxito en Nürburgring.

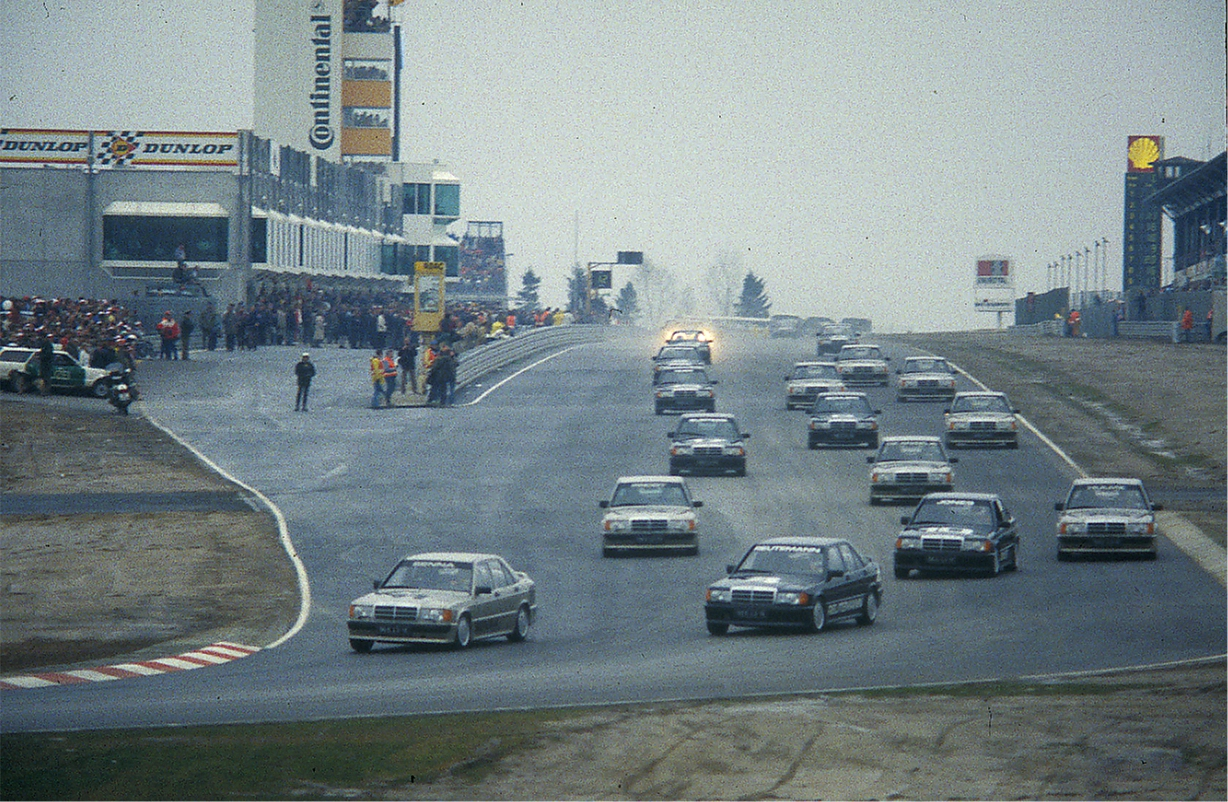
La carrera de exhibición fue ganada por Ayrton Senna.

La retransmisión oficial no pudo captar el inicio de la carrera debido a un discurso prolongado del ministro presidente de Renania-Palatinado Bernhard Vogel. El poleman Alain Prost declaró que Ayrton Senna lo obligó a salir de la pista en la primera vuelta, tomando una ventaja que no quiso ceder. Mientras tanto, Prost tuvo un encontronazo con Elio De Angelis, lo que provocó que el italiano perdiera dos vueltas en boxes reparando su coche y relegando al francés al decimoquinto lugar al final de la carrera. Alan Jones se retiró después de tres vueltas por problemas mecánicos. Niki Lauda se perdió el tiempo de práctica debido a compromisos televisivos y solo pudo clasificarse en el puesto 14, pero logró recuperarse hasta el segundo lugar al final de la carrera. Keke Rosberg y John Watson se enfrentaron por el cuarto puesto en la última vuelta.
Sin embargo, no todos los pilotos se tomaron el acontecimiento tan en serio. James Hunt y otros cortaron muchos caminos en la sección del cuadro interior, mientras que John Surtees y Hans Herrmann estaban más preocupados por llevar el auto a casa en una sola pieza. Para Surtees, esto fue por respeto a Mercedes por haber organizado el evento; Herrmann, cuyos tiempos de vuelta estaban muy por debajo del ritmo, supuestamente había acordado comprar su auto y no quería dañarlo.

### Legado
El coche ganador fue enviado al Museo Mercedes-Benz y permanece allí desde entonces. La unidad de Lauda se vendió con especificaciones de carrera y actualmente es propiedad de un coleccionista suizo. Los vehículos restantes fueron devueltos a las especificaciones de fábrica y vendidos como coches de carretera; hoy en día solo se ha demostrado que los coches de Senna y Lauda están en su especificación de carrera original. Como premio por ganar la carrera, a Senna se le entregó un ejemplar nuevo en color Blauschwarzmetallic.
Los pilotos quedaron impresionados por la actuación de Senna. Según se informa, Surtees instó a su exjefe Enzo Ferrari, con quien había disfrutado de una estrecha amistad durante su etapa como piloto de la Scuderia Ferrari, a contratarlo; Watson, que lo había seguido de cerca durante toda la carrera, elogió su naturaleza ofensiva y su compromiso, especialmente en la chicane. Los comentaristas modernos presentan la carrera como la primera demostración de Senna de que podía competir y vencer a pilotos de cualquier nivel. Sin embargo, no todos los competidores afrontan el evento con el mismo compromiso y a menudo se pasan por alto las actuaciones de otros pilotos en la carrera. En defensa de estos artículos, el fuerte enfoque de la transmisión oficial en el grupo de cabeza hizo difícil seguir otros acontecimientos; esto posiblemente se hizo para evitar mostrar a pilotos menos serios tomando curvas en la sección del cuadro interior. De todas formas, las fuentes coinciden en que Senna estuvo muy concentrado durante todo el fin de semana, estaba decidido a demostrar su valía como piloto de carreras de alto nivel y que dejó una impresión duradera en sus rivales.
Ayrton Senna respaldó esta actuación con una carrera hasta el segundo lugar bajo una lluvia torrencial en el Gran Premio de Mónaco tres semanas más tarde, otra carrera considerada como la que marcó su llegada al escenario mundial. El 15 de julio volvió a competir en el GP-Strecke en su única carrera de coches deportivos, los 1000 km de Nürburgring de 1984. Sin embargo, el regreso de la F1 al circuito para el Gran Premio de Europa no le fue tan bien: tuvo una buena salida pero provocó un accidente en la primera curva. Prost ganó la carrera y Lauda realizó otro fuerte esfuerzo para recuperarse.
El 190 E logró un gran éxito en el DTM, con un período de victorias en carreras desde 1986 a 1993 que incluyó los títulos de constructores en 1991 y 1992 para Mercedes-Benz y el título de pilotos de 1992 para Klaus Ludwig.

## Clasificación
Resultados
| Pos.     | N.º | Piloto           | Tiempo     |
| -------- | --- | ---------------- | ---------- |
| 1        | 5   | Alain Prost      | 2:05.92    |
| 2        | 4   | Carlos Reutemann | 2:06.12    |
| 3        | 11  | Ayrton Senna     | 2:06.45    |
| 4        | 16  | Denny Hulme      | 2:06.61    |
| 5        | 10  | Alan Jones       | 2:06.72    |
| 6        | 9   | John Watson      | 2:06.98    |
| 7        | 20  | Elio De Angelis  | 2:07.16    |
| 8        | 6   | Manfred Schurti  | 2:07.21    |
| 9        | 17  | John Surtees     | 2:07.32    |
| 10       | 14  | Phil Hill        | 2:07.53    |
| 11       | 15  | James Hunt       | 2:07.60    |
| 12       | 1   | Stirling Moss    | 2:08.07    |
| 13       | 2   | Jack Brabham     | 2:08.43    |
| 14       | 18  | Niki Lauda       | 2:09.07    |
| 15       | 21  | Udo Schütz       | 2:09.94    |
| 16       | 8   | Hans Herrmann    | 2:10.50    |
| 17       | 3   | Keke Rosberg     | 2:12.87    |
| 18       | 19  | Jody Scheckter   | 2:13.63    |
| 19       | 7   | Jacques Laffite  | Sin tiempo |
| 20       | 12  | Klaus Ludwig     | Sin tiempo |
| Fuentes: |     |                  |            |

## Carrera
Resultados
| Pos.     | N.º | Piloto           | Vueltas | Tiempo/Retirado | Grilla |
| -------- | --- | ---------------- | ------- | --------------- | ------ |
| 1        | 11  | Ayrton Senna     | 12      | 26:57.78        | 3      |
| 2        | 18  | Niki Lauda       | 12      | +1.38           | 14     |
| 3        | 4   | Carlos Reutemann | 12      | +3.69           | 2      |
| 4        | 3   | Keke Rosberg     | 12      | +4.20           | 17     |
| 5        | 9   | John Watson      | 12      | +4.47           | 6      |
| 6        | 16  | Denny Hulme      | 12      | +6.35           | 4      |
| 7        | 19  | Jody Scheckter   | 12      | +7.12           | 18     |
| 8        | 2   | Jack Brabham     | 12      | +13.47          | 13     |
| 9        | 12  | Klaus Ludwig     | 12      | +18.49          | 20     |
| 10       | 15  | James Hunt       | 12      | +19.68          | 11     |
| 11       | 17  | John Surtees     | 12      | +25.39          | 9      |
| 12       | 14  | Phil Hill        | 12      | +32.06          | 10     |
| 13       | 6   | Manfred Schurti  | 12      | +37.00          | 8      |
| 14       | 1   | Stirling Moss    | 12      | +37.65          | 12     |
| 15       | 5   | Alain Prost      | 12      | +39.34          | 1      |
| 16       | 21  | Udo Schütz       | 12      | +48.13          | 15     |
| 17       | 7   | Jacques Laffite  | 12      | +51.11          | 19     |
| 18       | 8   | Hans Herrmann    | 12      | +1:37.10        | 16     |
| 19       | 20  | Elio De Angelis  | 10      | +2 vueltas      | 7      |
| Ret      | 10  | Alan Jones       | 3       | Retirado        | 5      |
| Fuentes: |     |                  |         |                 |        |